# Centre històric de Vinebre
El centre històric de Vinebre és el conjunt protegit com a bé cultural d'interès local que forma el nucli antic de Vinebre (Ribera d'Ebre). Vinebre és al marge esquerre del mateix riu Ebre, en una vasta esplanada a una altitud de 34 metres sobre el nivell del mar. La majoria de cases antigues del poble tenen portalades de mig punt, rajola i teula àrab i se situen al voltant de l'església, distribuïts en carrers poc regulars.
A Vinebre es troben nuclis de població d'època pre-ibèrica (en un monticle sobre el riu Ebre), ibèrica i romana. El lloc de Vinebre, com altres de la rodalia, fou conquerit per Ramon Berenguer IV, probablement l'any 1149. Va ser donada als templers i patí fortament les lluites entre els Entença i els templers fins al punt que els primers, sota el comandament de Guillem d'Entença, a les darreries del setembre de 1284, destruïren totalment la vila antiga. Posteriorment, el comanador d'Ascó reedificà Vinebre en un lloc més proper al riu i més adient per a la defensa; la nova població s'anomenà Vilanova de Vinebre. Amb l'extinció de l'orde templer, passà a ser domini dels hospitalers, dels quals obtingué la independència eclesiàstica i administrativa durant el segle xvii.
Els moriscos de Vinebre no sofriren l'expulsió general decretada l'any 1610. La població patí fortament les conseqüències de la darrera guerra civil, per causa de la seva proximitat al front durant la batalla de l'Ebre. La vila fou evacuada totalment durant nou mesos, des de l'abril de 1938 fins al gener de 1939.